# Émile Zuccarelli
Émile Zuccarelli (wym. [eˈmil dzukkaˈrɛlli]; ur. 4 sierpnia 1940 w Bastii) – francuski i korsykański polityk, dwukrotnie minister, mer Bastii, były przewodniczący partii radykalnej.

## Życiorys
Z wykształcenia inżynier, w 1960 ukończył École Polytechnique. Pracował zawodowo w branży ubezpieczeniowej.
Zaangażował się w działalność polityczną w ramach lewicowych radykałów. Był rzecznikiem prasowym Ruchu Radykałów Lewicy, a w latach 1989–1992 przewodniczącym tego ugrupowania (od 1998 działającego jako Lewicowa Partia Radykalna).
W okresie 1986–2007 (z przerwami na pełnienie funkcji rządowych) sprawował mandat posła do Zgromadzenia Narodowego z departamentu Górna Korsyka (przez pięć kadencji). W latach 1989–1997 był merem Bastii, następnie został wiceburmistrzem tej miejscowości. Od 1992 do 1993 sprawował urząd ministra poczty i telekomunikacji w rządzie Pierre’a Bérégovoy, a w latach 1997–2000 ministra służb publicznych, reformy stanu i decentralizacji w gabinecie Lionela Jospina. Między 1998 a 2004 był radnym korsykańskiego lokalnego parlamentu.
Od 2000 do 2014 ponownie zajmował stanowisko mera Bastii. W 2007 bez powodzenia kandydował do Zgromadzenia Narodowego, przegrywając w swoim okręgu z reprezentantem Unii na rzecz Ruchu Ludowego. W 2010 wszedł ponownie w skład parlamentu korsykańskiego.